# Werner Heynisch
Werner Heynisch (* 27. Februar 1924 in Plauen, Vogtland; † 5. April 1977) war ein deutscher SED-Funktionär und Präsident der Bauakademie der DDR.

## Leben

### Zweiter Weltkrieg, Ingenieur-Studium und Wasserballspieler
Heynisch, Sohn eines Milchhändlers und Schlossers, absolvierte nach dem Besuch der Volksschule zwischen 1938 und 1940 eine Berufsausbildung zum Schlosser und erwarb damit in einem Fernlehrgang die Mittlere Reife. Nach dem Besuch der Ingenieurschule in Zwickau von 1941 bis 1942 wurde er während des Zweiten Weltkrieges 1942 zunächst zum Reichsarbeitsdienst und 1943 zum Kriegsdienst in der Wehrmacht eingezogen, in der er zuletzt zum Wachtmeister befördert wurde. Nach seiner Gefangennahme befand er sich zwischen April und Mai 1945 in US-amerikanischer Kriegsgefangenschaft.
Anschließend war er von 1945 bis 1946 Techniker im Wasserstraßenbauamt in Plauen und erwarb nebenbei das Abitur an der dortigen Oberschule für Wirtschaft. 1946 trat er zunächst der SPD sowie nach der Zwangsvereinigung von SPD und KPD der SED als Mitglied bei. 1946 begann er zudem ein Studium der Fachrichtung Konstruktiver Ingenieurbau an der Technischen Hochschule Dresden, das er 1951 als Diplom-Ingenieur abschloss. 
Neben seinem Studium und Beruf war Heynisch aktiver Wasserballspieler, der für den Verein Börde Magdeburg (später BSG Aufbau Börde Magdeburg beziehungsweise SC Aufbau Magdeburg) insgesamt sechs Mal DDR-Wasserballmeister wurde. Gleichzeitig wurde er 1953 Mitglied des Präsidiums des Deutschen Schwimmsport-Verbandes.

### Ingenieur und Präsident der Bauakademie der DDR

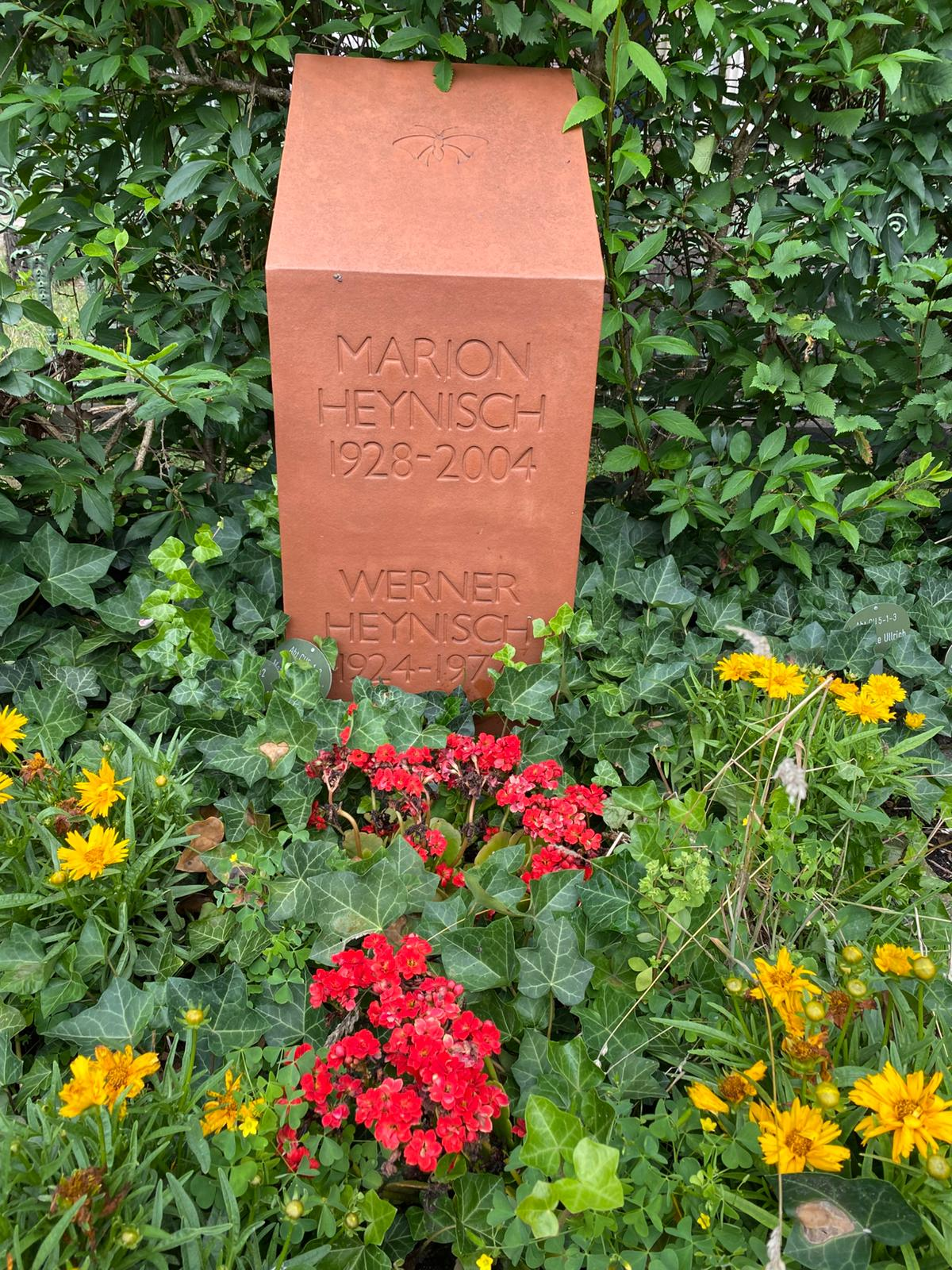
Grabstätte

Nach dem Studium wurde er zunächst Ingenieur sowie 1957 Technischer Direktor des VEB Bau-Union Magdeburg. Nachdem er von 1957 bis 1960 auch ehrenamtlicher Stadtrat für Bauwesen in Magdeburg war, fungierte er von 1960 bis 1963 als Technischer Direktor im Ingenieurhochbau Brandenburg und war während dieser Zeit maßgeblich verantwortlich für Baumaßnahmen wie die Elbeschwimmhalle in Magdeburg, das Kernkraftwerk Rheinsberg (KKR), das Zementwerk in Bernburg (Saale), das Betonschwellenwerk in Güsen sowie die Hans-Renner-Schanze in Oberhof.
1961 wurde Heynisch Mitglied des Kollegiums des Ministeriums für Bauwesen sowie Mitglied des Präsidiums der Bauakademie der DDR, deren Vizepräsident und Leiter des Instituts für Industrie- und Ingenieurbau er 1962 wurde. Danach fungierte er zwischen 1963 und 1965 als Stellvertretender Vorsitzender für Investitionen und Bauwesen der Staatlichen Plankommission (SPK).
Auf dem VI. Parteitag der SED vom 15. bis 21. Januar 1963 wurde er zum Kandidaten des ZK gewählt.
1965 wurde er Präsident der Bauakademie der DDR und übte diese Funktion bis zu seinem Tod aus 1977 aus. Er war damit Nachfolger von Gerhard Kosel, der dieses Amt nach einem Konflikt mit der SED-Führung verloren hatte. Des Weiteren wurde er 1966 Vorstandsmitglied des Forschungsrates der DDR sowie auf dem VII. Parteitag der SED vom 17. bis 22. April 1967 zum Mitglied des ZK gewählt. Dem ZK der SED gehörte er bis zum IX. Parteitag vom 18. bis 22. Mai 1976 an.
Heynisch, dem 1968 „für seine außerordentlichen Leistungen bei der theoretischen und konstruktiven Weiterentwicklung des Stahlbetons sowie bei der Entwicklung und umfassenden Durchsetzung rationeller Bauweisen und Bautechnologien“ der Nationalpreis der DDR II. Klasse für Wissenschaft und Technik verliehen wurde, wurde 1969 auch Leiter der Ständigen Prognosegruppe Bauen beim Ministerrat der DDR. 1974 wurde er auch mit dem Vaterländischen Verdienstorden ausgezeichnet.
Werner Heynisch ruht auf dem Friedhof der Dorotheenstädtischen und Friedrichswerderschen Gemeinden.